# عمان في الألعاب الأولمبية الصيفية 2020
شاركت عُمان في دورة الألعاب الأولمبية الصيفية 2020 في طوكيو التي كان من المُقرر أن تقام خلال صيف 2020، ولكن بسبب جائحة كوفيد-19 أُجِّلت حتى صيف 2021. بوفد رياضي مكون من خمسة رياضيين يتنافسون في أربعة ألعاب رياضية متنوعة، ضم الوفد الرياضي كلا من: العداء بركات الحارثي ومزون العلوية في سباق 100 متر، والسباح عيسى العدوي في سباق 100 متر سباحة حرة، والرامي حمد الخاطري في منافسات 50 م بندقية 3 أوضاع، والرباع عامر بن سالم الخنجري في منافسات رفع الأثقال وتحديدًا في وزن 81 كجم.

## المنافسين
فيما يلي قائمة بعدد المُنافسين حسب الرياضة التي يمارسونها:
| الرياضة     | الرجال | النساء | المجموع |
| ----------- | ------ | ------ | ------- |
| ألعاب القوى | 1      | 1      | 2       |
| الرماية     | 1      | 0      | 1       |
| السباحة     | 1      | 0      | 1       |
| رفع الأثقال | 1      | 0      | 1       |
| المجموع     | 4      | 1      | 5       |